# 名古屋ガイドウェイバスガイドウェイバス志段味線
ガイドウェイバス志段味線（ガイドウェイバスしだみせん）は、愛知県名古屋市東区の大曽根駅から同市守山区の小幡緑地駅に至る名古屋ガイドウェイバスのガイドウェイバス（案内軌条式軌道）路線。当線および当線と直通して一般道路を走行する平面区間を含む運行系統についてゆとりーとラインの愛称がつけられている。駅ナンバリングを構成する路線記号はY。
2024年現在、日本で営業運転している唯一のガイドウェイバス路線である。
本項では、軌道法に基づき軌道特許を受けた大曽根駅 - 小幡緑地駅間の専用軌道区間（高架区間）について記述する。平面区間を含めた運行路線の詳細については「ゆとりーとライン」を参照。

## 概要
守山区の志段味地区に造られる志段味サイエンスパークの足として計画され、バスと一般的な新交通システム（AGT）の中間の輸送力を持つガイドウェイバスが採用された。
大曽根 - 小幡緑地間の専用軌道区間は新都市交通システムへの転用も考慮し、全線が高架線となっている。建設費は1キロメートル当たり54億円以上とガイドウェイバスにしてはやや高額。施設・車両は名古屋ガイドウェイバスが保有・管理しており、専用軌道区間での車両の運転は平面区間（一般道路区間）から乗り入れる名古屋市交通局が名古屋ガイドウェイバスから委託を受け行っている。
なお、ドイツやイギリスなどで導入されているガイドウェイバスの専用軌道区間は地上区間もあるが、名古屋ガイドウェイバスの場合、専用軌道区間は全線高架を走るため、専用軌道区間を「高架区間」、一般道路を走行する平面区間は全線地上を走ることから「地上区間」と呼ぶこともある。
本路線は軌道法に基づく（広義の）鉄道路線となるが、『JR時刻表』や『JTB時刻表』の索引地図では「バス路線」として記載されているなど、鉄道として扱われないことがある。

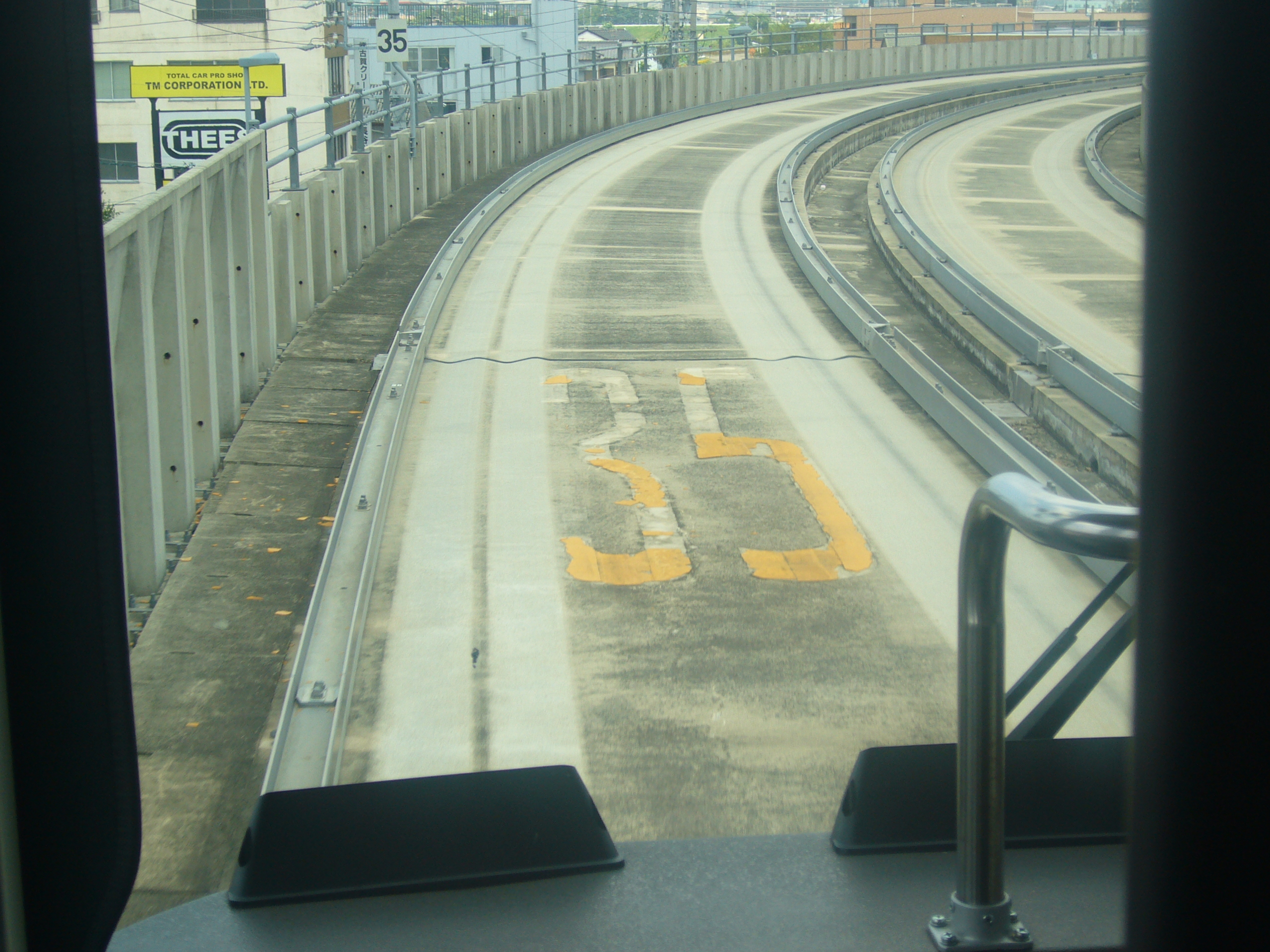
速度制限は路面と鉄道仕様の標識に示されている。
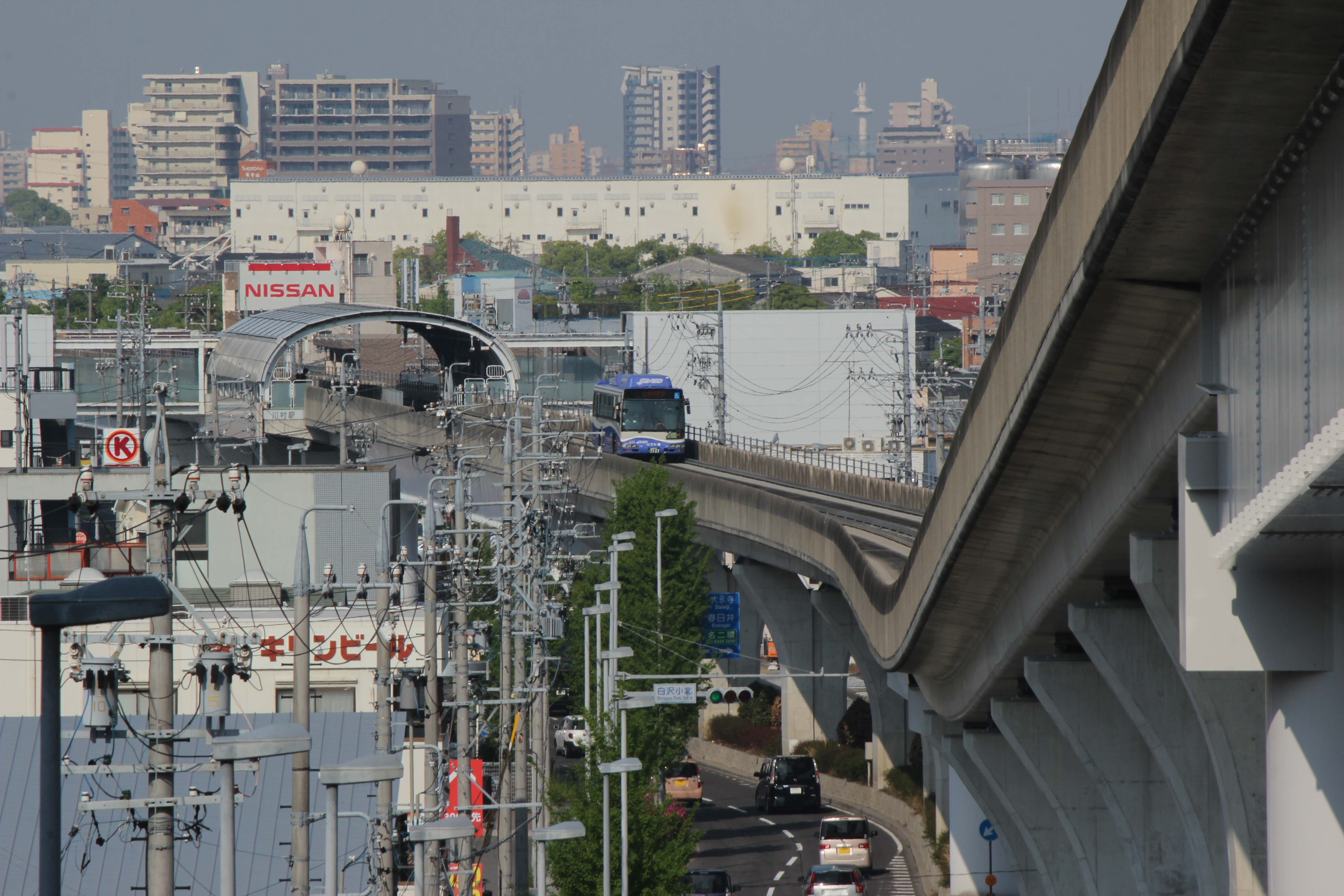
専用軌道区間は全線高架
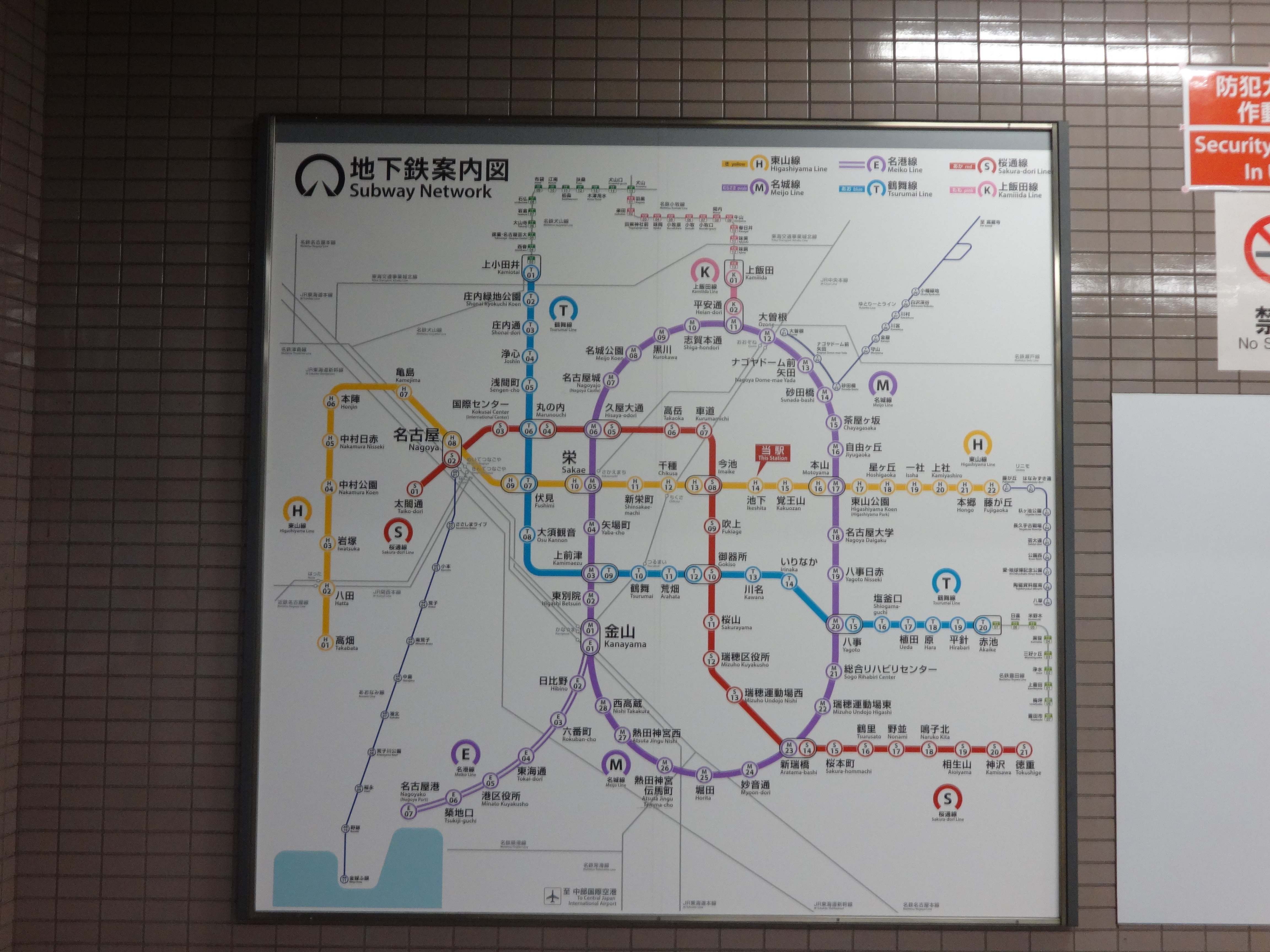
当路線が掲載されている名古屋市交通局の路線図

### 路線データ
- 路線距離（営業キロ）：6.5 km（専用軌道区間）
- 案内軌条：側方案内式
- 駅数：9駅（専用軌道区間）
- 複線区間：全線
- 動力：内燃（全線非電化）
- 最高速度：60km/h[1]

### 軌道の規格について
本路線の軌道の規格は、大曽根駅取り付け区間（曲線半径30m）を除き、最小曲線半径100m、最急勾配60‰としている。これは、新交通システムに将来移行した場合でも走行が可能となるように設定したものとされている。

## 歴史
- 2001年（平成13年）3月23日 大曽根駅 - 小幡緑地駅間が開業[4]。当初、運行業務は、名古屋市交通局のほか、名鉄バス、ジェイアール東海バスにも委託しており、実質的には3事業者の共同運行であった。
- 2009年（平成21年）10月1日 名鉄バス、ジェイアール東海バスが運行から撤退、運行は名古屋市交通局のみになる。
- 2013年（平成25年）4月1日 守山市民病院駅を金屋駅に改称[5]。
- 2022年（令和4年）5月30日 専用軌道に一般車両が侵入するトラブルが発生。一般車両の侵入は開業以来初めて[6]。

## 運行形態
以下の運行区間の運転系統が運行されている。高架区間（専用軌道区間）である大曽根駅 - 小幡緑地駅間だけを走る系統を除いて平面区間に直通する。高架区間では昼間時間帯約10分間隔の運転である。高架区間では全て各駅に停車し（乗降がなくても通過しない）、先発便が大曽根駅または小幡緑地駅まで先着する。
- 大曽根 - 小幡緑地
  - 主に朝夕に運行。
- 大曽根 - 小幡緑地 - 志段味交通広場
  - 基本系統であり、終日運行されている。
- 大曽根 - 小幡緑地 - 志段味スポーツランド - 志段味交通広場
  - 途中の上島（西）で本線から分かれる。
- 大曽根 - 小幡緑地 - 志段味交通広場 - 高蔵寺

## 運賃
2019年（令和元年）10月1日時点の運賃は、高架区間は区間制で1区200円、2区230円、3区250円で、大曽根 - 小幡緑地間は250円。平面区間は他の市バス路線と同額の210円、両区間通しの大曽根-下島以東（中志段味・高蔵寺方面）間は440円である。高架区間と平面区間を通しで乗車する場合、両区間の運賃を合算し、一定料金を割り引く。こどもは半額であるが、10円未満は切り捨てとなる。

## 利用可能な乗車券類
ICカードはmanacaなどの交通系ICカード全国相互利用サービスに対応するカードが利用できる。

## 乗車方法
運賃支払方式は、乗車時に乗車口で整理券を取り、降車時に降車口で運賃箱に現金を投入するか、運転手に定期券や敬老パス・福祉パスの提示を行う。
manacaなどの交通系ICカードの場合は乗車時に乗車口のICカードリーダーにタッチし、降車時に降車口で運賃箱のICカードリーダーにタッチする。
かつて利用できた各種プリペイドカードの場合、乗車時にバス中央部の乗車口でカードを通し、降車時にバス前部の降車口でカードを通していた。

## 利用状況
高架区間の年度別輸送実績は以下の通り。乗車人員は『名古屋市統計年鑑』、輸送密度は『鉄道統計年報』による。
| 年度別輸送実績 | 年度別輸送実績 | 年度別輸送実績     |
| 年 度          | 乗車人員 人/日 | 輸送密度 人/日・km |
| -------------- | -------------- | ------------------ |
| 2001年         | 5288           |                    |
| 2002年         | 6225           |                    |
| 2003年         | 6941           |                    |
| 2004年         | 7529           |                    |
| 2005年         | 8392           |                    |
| 2006年         | 9163           |                    |
| 2007年         | 9332           |                    |
| 2008年         | 9756           |                    |
| 2009年         | 9706           |                    |
| 2010年         | 9804           |                    |
| 2011年         | 10031          |                    |
| 2012年         | 10282          | 7733               |
| 2013年         | 10703          | 8055               |
| 2014年         | 11063          | 8320               |
| 2015年         | 11388          | 9042               |
| 2016年         | 11640          | 8810               |
| 2017年         | 12143          |                    |
| 2018年         | 12247          |                    |

高架区間の駅別乗車人員は以下の通り（『名古屋市統計年鑑』による）。なお、地上区間からの直通利用は小幡緑地駅からの乗車に含めて計上されるが、小幡緑地駅からの乗車は全体の6.5%程度（往復で考えれば13%程度）にとどまっており、利用の多くが高架区間で完結していることがわかる。
| 駅別乗車人員（2023年度） | 駅別乗車人員（2023年度） |
| 駅 名                    | 乗車人員 人/日           |
| ------------------------ | ------------------------ |
| 大曽根                   | 4,415                    |
| ナゴヤドーム前矢田       | 975                      |
| 砂田橋                   | 1,664                    |
| 守山                     | 623                      |
| 金屋                     | 834                      |
| 川宮                     | 843                      |
| 川村                     | 740                      |
| 白沢渓谷                 | 587                      |
| 小幡緑地                 | 663                      |

## 駅一覧
- 全駅愛知県名古屋市内に所在。全便とも各駅に停車する。

| 駅番号 | 駅名                 | 駅間キロ | 営業キロ | 接続路線                                                                                      | 所在地 |
| ------ | -------------------- | -------- | -------- | --------------------------------------------------------------------------------------------- | ------ |
| Y01    | 大曽根駅             | -        | 0.0      | 東海旅客鉄道：CF 中央本線 (CF04) 名古屋鉄道：ST 瀬戸線 (ST06) 名古屋市営地下鉄： 名城線 (M12) | 東区   |
| Y02    | ナゴヤドーム前矢田駅 | 1.0      | 1.0      | 名古屋市営地下鉄： 名城線 (M13)                                                               | 東区   |
| Y03    | 砂田橋駅             | 0.6      | 1.6      | 名古屋市営地下鉄： 名城線 (M14)                                                               | 東区   |
| Y04    | 守山駅               | 1.1      | 2.7      | 名古屋鉄道：ST 瀬戸線（守山自衛隊前駅：ST08）                                                 | 守山区 |
| Y05    | 金屋駅               | 0.6      | 3.3      |                                                                                               | 守山区 |
| Y06    | 川宮駅               | 1.0      | 4.3      |                                                                                               | 守山区 |
| Y07    | 川村駅               | 0.8      | 5.1      |                                                                                               | 守山区 |
| Y08    | 白沢渓谷駅           | 0.9      | 6.0      |                                                                                               | 守山区 |
| Y09    | 小幡緑地駅           | 0.5      | 6.5      | （一般道路〈県道15号〉直通）                                                                  | 守山区 |

## 今後の予定
専用軌道である高架区間では車両側での制御による自動運転の実証実験が予定されている。
また、2026年（令和8年）を目処に、高架区間をガイドウェイバス専用軌道（軌道法による軌道）から（通常の）バス専用道に転換（事実上のBRT化）し、さらに自動運転とすることが検討されている。